# Sclerolobium
Sclerolobium es un género de plantas con flores perteneciente a la familia Fabaceae. Comprende 50 especies descritas y de estas, solo 40 aceptadas.

## Taxonomía
El género fue descrito por Julius Rudolph Theodor Vogel y publicado en Linnaea 11: 395–396. 1837.

## Especies aceptadas
A continuación se brinda un listado de las especies del género Sclerolobium aceptadas hasta febrero de 2015, ordenadas alfabéticamente. Para cada una se indica el nombre binomial seguido del autor, abreviado según las convenciones y usos.	
- Sclerolobium albiflorum Benoist
- Sclerolobium amplifolium Ducke
- Sclerolobium aureum (Tul.) Baill.
- Sclerolobium beaureipairei Harms
- Sclerolobium bracteosum Harms
- Sclerolobium chrysophyllum Poepp.
- Sclerolobium densiflorum Benth.
- Sclerolobium denudatum Vogel
- Sclerolobium duckei Dwyer
- Sclerolobium dwyeri Cowan
- Sclerolobium eriopetalum Ducke
- Sclerolobium friburgense Harms
- Sclerolobium froesii Pires
- Sclerolobium glaziovii Taub.
- Sclerolobium goeldianum Huber
- Sclerolobium guianense Benth.
- Sclerolobium herthae Harms
- Sclerolobium hypoleucum Benth.
- Sclerolobium leiocalyx Ducke
- Sclerolobium macropetalum Ducke
- Sclerolobium macrophyllum Vogel
- Sclerolobium melanocarpum Ducke
- Sclerolobium melinonii Harms
- Sclerolobium micranthum L.O.Williams
- Sclerolobium micropetalum Ducke
- Sclerolobium odoratissimum Benth
- Sclerolobium paniculatum Vogel
- Sclerolobium paraense Huber
- Sclerolobium physophorum Huber
- Sclerolobium pilgerianum Harms
- Sclerolobium pimichinense Cowan
- Sclerolobium prancei H.S.Irwin & Arroyo
- Sclerolobium reticulosum Dwyer
- Sclerolobium rigidum J.F.Macbr.
- Sclerolobium rugosum Benth.
- Sclerolobium setiferum Ducke
- Sclerolobium striatum Dwyer
- Sclerolobium subbullatum Ducke
- Sclerolobium tinctorium Benth.
- Sclerolobium urbanianum Harms